# Alexander Sturm
Alexander Sturm (* 26. Juni 1901 in München; † 1. Juni 1973 in Wuppertal) war ein deutscher Arzt.

## Werdegang
Sturm wurde als Sohn eines leitenden Beamten geboren. Er studierte Medizin und wurde 1926 an der Universität München mit einer Arbeit über Klinische Brauchbarkeit der Methoden des Jodnachweises in Körperflüssigkeiten und Geweben und Blutjodspiegel des normalen Menschen summa cum laude promoviert. 1931 folgte die Habilitation für das Fach Innere Medizin in an der Universität Jena, wo er anschließend als Privatdozent tätig war.
Nach der Machtübergabe an die Nationalsozialisten trat er 1933 der SA bei und nahm im August 1933 an den Rassenpolitischen Schulungen in der Staatsschule für Führertum und Politik des Thüringischen Landesamts für Rassewesen in Egendorf teil. Ab 1934 fungierte er am Erbgesundheitsgericht in Apolda als Richter. Unter seinem Lehrer Wolfgang Heinrich Veil war er ab 1934 zunächst als Oberarzt und zusätzlich ab 1939 als außerplanmäßiger Professor an der Medizinischen Universitätsklinik in Jena tätig und gehörte dem Herausgeberkreis der Jenaische Zeitschrift für Medizin und Naturwissenschaft an.
Während des Zweiten Weltkrieges diente er als Stabsarzt der Wehrmacht.
Nach Kriegsende war er von 1946 bis 1968 Direktor der Medizinischen und Nervenklinik der Städtischen Krankenanstalten Wuppertal. Ab 1950 lehrte er zusätzlich an der Medizinischen Akademie Düsseldorf.
1960 wurde er zum Präsidenten der Rheinisch-Westfälischen Gesellschaft für Innere Medizin ernannt, 1963 zum Präsidenten der Deutschen Gesellschaft für Innere Medizin. Daneben war er Ehrenmitglied zahlreicher ausländischer medizinischer Gesellschaften. Seine Verdienste wurden mit dem Großen Verdienstkreuz der Bundesrepublik Deutschland ausgezeichnet.
Sturm forschte vor allem auf dem Gebiet des vegetativen Nervensystems und des Jodstoffwechsels, worüber er zahlreiche Artikel und Bücher veröffentlichte.
Seit 1920 war er Mitglied der katholischen Studentenverbindung K.D.St.V. Rheno-Franconia München.

## Schriften
- Der Stoffwechsel im Lehrbuch der Pathologischen Physiologie. 1934, 8. Auflage 1951 (auch spanisch und französisch)
- Die Pathologie des Stammhirns und ihre vegetativen klinischen Bilder als Erkenntnis und Grundlage der Unfallbegutachtung innerer Krankheiten (mit W. H. Veil), Gustav Fischer, Jena 1946
- Die klinische Pathologie der Lunge in Beziehung zum vegetativen Nervensystem. 1948, 2. Auflage 1953 (auch spanisch)
- Grundbegriffe der Inneren Medizin. Gustav Fischer, Jena 1959